# Sampsa Astala
Sampsa Astala, (nacido el 23 de enero de 1974 en Vantaa, Finlandia) es un antiguo miembro de la banda Finlandesa de Heavy metal Lordi y el cantante de la banda de Glam rock Stala & So. Su nombre artístico en Lordi era Kita, que viene de la palabra Finlandesa "Kita" que significa "garras", "brecha", o "fauces". Su nombre artístico en la banda Stala & So. es Stala, que viene de su apellido, Astala.
Kita se unió a Lordi en el año 2000 y con la banda ganó el Festival de la Canción de Eurovisión 2006. En reconocimiento, la ciudad de Karkkila, donde pasó sus años de adolescencia, puso su nombre a instalaciones para jóvenes. Él arregló y realizó todos los coros en los álbumes de Lordi, pero no podía cantar en directo, debido a su máscara. A pesar de que muchos críticos acusan injustamente a Lordi de ser una banda Satánica, en el "Gracias a..." puesto en los álbumes de Lordi, Kita agradece a "Dios Todopoderoso". La batería usada por Sampsa durante su etapa en Lordi fue Yamaha Drums y los platillos de Sabian.
El 30 de septiembre de 2010, anunció que la banda Stala & So. participaría en la clasificación de Finlandia para Eurovisión de 2011.
El 4 de octubre de 2010, Lordi anunció que Kita ya no era un miembro de Lordi. Una explicación más detallada dijo que su partida fue una decisión conjunta entre él y sus compañeros de banda, como la creciente exposición Kita como de sí mismo y su imagen con Stala & So., en lugar de utilizar el vestuario de Kita, fue "romper las reglas" de Lordi.

## Stala and So.
Sampsa creó su propia banda, Stala & So., en el año 1997. Después de lanzar 3 álbumes y un EP, anunció que participaría en Eurovisión de 2011. El 23 de noviembre, El primer sencillo de promoción del nuevo álbum de Stala & So. fue lanzado como "Everything For Money".
El 29 de noviembre, "Pamela", la canción con la que tocaría en Eurovisión fue revelada a través del canal YLE. El 28 de enero, pasaron la semifinal y obtuvieron "la carta" para la final del 12 de febrero, aunque posteriormente, no consiguieron ganar el pase a eurovisión. El 16 de febrero, su álbum debut, "It Is So.", fue lanzado.

## Personaje en Lordi
Kita es un hombre-bestia de una raza alienígena antigua. Originalmente una batalla brutal entre bestias de la galaxia Mu Arae, le trajo a la Tierra para un propósito desconocido.
Mientras Mr. Lordi viajaba encontró a Kita en las montañas del Himalaya, esclavizado por un demonio-serpiente. Después de que Mr. Lordi derrotara al demonio, Kita se alió con él.
No se sabe si Kita es en realidad el nombre de toda la raza o del individuo. Se rumorea que las historias de la Tierra sobre el Yeti se originan a partir de observaciones de los miembros de la carrera de Kita que fueron enviados a la Tierra, o que puede vincular a Mi-Go con los Mitos de Cthulhu.

## Discografía

### Stala & So.
Sencillos:
- 3+1  (2000)
- Burn the Rocks  (2001)
- Shout! (2008)
- Everything for Money  (2010)
- Gimme Five -EP- (2011)
- Life Goes On (2012)

Álbumes:
- It Is So. (2011)
- Play Another Round (2013)

### Lordi
- Get Heavy (2002)
- The Monsterican Dream (2004)
- The Arockalypse (2006)
- Deadache (2008)
- Babez For Breakfast  (2010)

### Otros lanzamientos
- 2002: Apulanta: Hiekka (coros)
- 2004: Järjestyshäiriö: Levoton (EP) (productor, grabador, coros)
- 2007: Hanna Pakarinen: Lovers (coros)
- 2009: Pete Parkkonen: First Album (escritor de la canción)
- 2010: Rockamania: Rockamania (productor, mezclador, coros)
- 2013: Pertti Neumann: Oma Waterloo (coros)

## Filmografía
- The Kin - (2004)
- Dark Floors - (2008)